# Egyed Ákos
Egyed Ákos (Bodos, 1929. november 25. –) erdélyi magyar történész, 1990 óta a Magyar Tudományos Akadémia külső tagja, az újraalakult Erdélyi Múzeum-Egyesület elnöke (2002–2010 között), Egyed Péter és Egyed Emese apja.

## Életpályája
Középiskoláit Sepsiszentgyörgyön végezte, majd 1948-tól a Bolyai Tudományegyetem hallgatója lett. 1951–1953 között ugyanitt volt gyakornok, ezt követően a kolozsvári Történeti Intézet kutatója lett. 1990–1994 között a debreceni Kossuth Lajos Tudományegyetemen, 1995–1997 között az Eötvös Loránd Tudományegyetemen meghívottként adott elő.
Kutatásai az 1848-as erdélyi forradalomra és Erdély 1867-től 1914-ig terjedő történetére irányulnak. foglalkozott gazdaságtörténettel és a székely társadalom sajátos gazdasági és társadalmi kérdéseivel.

## Munkássága
Első írását a kolozsvári Igazság közölte 1953-ban, majd számos szaktanulmánya és tájékoztató cikke jelent meg a Korunk, A Hét, Brassói Lapok, Anuarul Institutului de Istorie Cluj, Acta Musei Napocensis, Forschungen zur Volks- und Landeskunde, Studii, Utunk folyóiratokban, valamint a napilapok hasábjain. Tudományos munkáiban főleg az 1848-as erdélyi forradalommal s Erdély 1867-től 1914-ig terjedő történetével foglalkozik.
A gazdaságtörténeten belül különösen az ipartörténet érdekelte, a társadalmi mozgalmak keretében elsősorban a munkás- és parasztmozgalmak, a későbbi években pedig a székelység sajátos gazdasági és társadalmi újkori problémáinak kutatásában és értékelésében ért el eredményeket. Cselényi Béla, Ion Cicală, Kántor Lajos és Kovács József mellett társszerzője az Adatok az 1907-es felkelés történetéhez (1957), majd Vajda Lajos és Ion Cicală mellett a Munkás- és parasztmozgalmak Erdélyben : 1905-1907 című kötetnek (1962); tagja azoknak a munkaközösségeknek, melyek az Erdély története II. kötetét (románul 1961, magyarul 1965) írták és fordították. Társszerzője az Alianța clasei muncitoare cu țărănimea din România című kiadványnak (1965). Székelyföldi falutörténeti és a „székely kérdéssel” kapcsolatos kutatásainak eredményét hasznosította a szerkesztésében megjelent A megindult falu (Tallózás a régi erdélyi faluirodalomban. 1849–1914. Téka 1970) bevezetőjében; Az utazás divatja című alatt (Téka 1973) útleírásokat, úti jegyzeteket közölt az 1848 előtti Erdélyről.
Az 1848–49-es forradalom és szabadságharc tárgykörében az erdélyi jobbágyfelszabadítás a kolozsvári országgyűlésen, a moldvai és havasalföldi forradalmak magyar sajtóvisszhangja (az 1848. Arcok, eszmék, tettek c. kötetben, 1974) foglalkoztatta, felfedte a polgári-demokratikus forradalom kezdeteit Háromszéken (MNT tanulmánykötet, 1976), társszerzője a Revoluția de la 1848-1849 din Transilvania című dokumentumkiadványnak (I. 1977; II. 1979). Írt az 1877-es román függetlenségi háború történeti előzményeiről és lefolyásáról is az 1877. Tollal, fegyverrel című tanulmánykötetben (1977) s a régi székely hadszervezetről a Székely felkelés : 1595-1596 című gyűjteményes kötetben (1979).
Munkásságának egy-egy összefoglaló csomópontja s egyben tudományos munkásságának rangjelzései a további évtizedek önálló kötetei, elsők közt A parasztság Erdélyben a századfordulón című munkája (1975) társadalom- és agrártörténeti áttekintést ad, s ugyancsak teljes történeti monográfia a Háromszék 1848-1849 című mű (1978, 2. kiadás 1979), majd a Falu, város, civilizáció : 1848–1914 (1981).

## Díjai
- Román Akadémia Díja (1977)
- Tudományos Érdemérem III. fokozata (1979)
- A Korunk Bolyai-díja (1981)
- Az Év Könyve Díj (1997)
- A Kultúra Szabadságáért Díj (1999)
- Bocskai István-díj (2001)
- A Magyar Köztársasági Érdemrend tisztikeresztje (2002)
- Kriterion-koszorú (2005)[3]
- Kemény Zsigmond-díj (2007)
- Bolyai-díj (Bolyai Alapítvány, 2009)
- Erdővidék Kultúrájáért díj (2009)[4]
- A Magyar Érdemrend középkeresztje (2013)[5]
- Bethlen Gábor-díj (2014)[6]
- Hazám-díj (2017)[7]
- Prima díj (2021)[8]

## Művei
- Munkás- és parasztmozgalmak Erdélyben: 1905–1907. Vajda Lajossal és Ion Cicalăval. Bukarest: Tudományos Kiadó, 1962
- A megindult falu. Tallózás a régi erdélyi faluirodalomban. 1849–1914. , Bukarest: Kriterion, 1970
- Despre problema țărănească în comitatul Satu Mare, în a doua jumătate a secolului al XIX-lea și începutul secolului al XX-lea. Satu Mare: Muzeul Județului, 1972
- Az utazás divatja : útleírások, útijegyzetek az 1848 előtti Erdélyről. Bukarest: Kriterion, 1973
- 1848. Arcok, eszmék, tettek, 1974
- A parasztság Erdélyben a századfordulón: társadalom- és agrártörténeti áttekintés. Bukarest: Tudományos és Enciklopédiai Kiadó, 1975
- Háromszék 1848–1849. Bukarest: Kriterion, 1978
- Falu, város, civilizáció: tanulmányok a jobbágyfelszabadítás és a kapitalizmus történetéből Erdélyben : 1848–1914. Bukarest: Kriterion, 1981
- A korszerűsödő és hagyományőrző Erdély I–II.; Pallas-Akadémia, Csíkszereda, 1997
- Erdély 1848–1849 I-II., Csíkszereda: Pallas-Akadémia. 1998. ISBN 973-9287-22-0
- Erdély 1848. évi utolsó rendi országgyűlése; Mentor, Marosvásárhely, 2001 (Erdély emlékezete)
- A megindult falu. Tallózás a régi erdélyi faluirodalomban. 1849–1914 ; vál., bev., jegyz. Egyed Ákos; Kriterion, Bukarest, 2001 (Téka)
- A székelység története a 17-19. században. Tanulmányok; vál., összeáll. Egyed Ákos, Magyari András; Pallas-Akadémia, Csíkszereda, 2001 (Bibliotheca Transsylvanica)
- Falu, város, civilizáció. Fejezetek Erdély gazdaság- és társadalomtörténetéből, 1848–1914; 2. jav. kiad.; Kriterion, Kolozsvár, 2002
- Széchenyi és Erdély: Tanulmányok. Csetri Elekkel, Péter Györggyel, Somai Józseffel; szerkesztő Somai József. Kolozsvár: Romániai Magyar Közgazdász Társaság. 2002. ISBN 973-00-2788-9
- Csikány Tamás–Egyed Ákos–Kónya Ádám: Kossuth Lajos emlékezete születésének 200. évfordulóján. A Kossuth Lajos emlékére Baróton, 2002. május 17-én tartott tudományos ülésszakon elhangzott előadások anyaga; Gaál Mózes Közművelődési Egyesület, Barót 2003 (Erdővidéki történeti és természettudományi tár, 1.)
- 1848 erdélyi magyar vezéralakjai; Mentor, Marosvásárhely, 2004 (Erdély emlékezete)
- Erdély metamorfózisa a hosszú 19. században I-II. Csíkszereda: Pallas-Akadémia. 2004. ISBN 9736650642
- Az erdélyi magyarság történetéből, 1790–1914; Erdélyi Múzeum-Egyesület, Kolozsvár, 2004 (Erdélyi tudományos füzetek)
- Dávid Gyula–Egyed Ákos–Kötő József: Kossuth Lajos és Erdély; Erdélyi Múzeum-Egyesület, Kolozsvár, 2004 (Erdélyi tudományos füzetek)
- Gróf Mikó Imre – Erdély Széchenyije; Multiplex Media–DUP, Debrecen, 2005
- A székelyek rövid története a megtelepedéstől 1918-ig. Xantus Könyvkereskedelmi Kft. 2006. ISBN 978-973-665-160-1
- Gróf Mikó Imre – Erdély Széchenyije. Sepsiszentgyörgy: Charta. 2007 ISBN 978-973-8326-30-9
- Gyúljanak meg közöttünk is új oltártüzei az ismereteknek. Gróf Mikó Imre beszédei és felhívásai; összeáll. Egyed Ákos, Kovács Eszter; Erdélyi Múzeum-Egyesület, Kolozsvár, 2008
- Háromszék 1848–1849. Forradalom, szabadságharc; 3. bőv. kiad.; Charta, Sepsiszentgyörgy, 2008
- Az Erdélyi Múzeum-Egyesület; Erdélyi Múzeum-Egyesület, Kolozsvár, 2009
- Erdély, 1848–1849; 2. bőv. kiad.; Pallas-Akadémia, Csíkszereda, 2010
- A székelyek rövid története a megtelepedéstől 1918-ig; jav., bőv. kiad; Pallas-Akadémia, Csíkszereda, 2013
- Gróf Mikó Imre, Erdély Széchenyije; vál., szerk. Egyed Ákos; Kairosz, Bp., 2014 (Magyar örökség – Kairosz)
- A székelyek rövid, képes története; Kiskapu–Tortoma, Bp.–Barót, 2015